# Ronald Storrs
Ronald Storrs (ur. 1881, zm. 1955) – brytyjski oficer i urzędnik kolonialny, wojskowy gubernator Jerozolimy w latach 1918–1926, gubernator Cypru w latach 1926–1932, a następnie gubernator Rodezji Północnej w latach 1932–1935.
Po zakończeniu pierwszej wojny światowej został pierwszym brytyjskim wojskowym gubernatorem Jerozolimy. 30 października 1926 objął, po Malcolmie Stevensonie urząd gubernatora Cypru, który sprawował do 29 października 1932, kiedy zastąpił go Reginald Stubbs. Już 1 grudnia 1932 Storrs objął nową placówkę zastępując Jamesa Maxwella na stanowisku gubernatora Rodezji Północnej. Funkcję sprawował do 7 stycznia 1935, kiedy jego następcą został Hubert Winthrop Young.